# حقب التاريخ الإسباني

شعار إسبانيا الحالي.

قائمة للحقب الرئيسية في تاريخ إسبانيا، بالإضافة إلى المحطات المهمة في تسلسلها الزمني.

## الحقب الرئيسية

### ماقبل التاريخ
- هسبانيا ماقبل الرومان: أيبيريون، الكلت، تارتيسوس، إلخ.

### التاريخ القديم
- هسبانيا الرومانية

### تاريخ العصور الوسطى
- هسبانيا القوطية
- الأندلس
- سقوط الأندلس
- أزمة العصور الوسطى

### التاريخ الحديث
- الملوك الكاثوليك
- إسبانيا هابسبورغ

- فترة حكم كارلوس الأول
- فترة حكم فيليب الثاني
- فترة حكم فيليب الثالث
- فترة حكم فيليب الرابع
- فترة حكم كارلوس الثاني

- إصلاحات البوربون[1]
  - الفترة الأولى لحكم فيليب الخامس[1]
  - فترة حكم لويس الأول[1]
  - الفترة الثانية لحكم فيليب الخامس[1]
  - فترة حكم فرناندو السادس[1]
  - فترة حكم كارلوس الثالث[1]
  - كارلوس الرابع[1]

### التاريخ المعاصر
- إسبانيا خلال حرب الاستقلال[2]

- مملكة إسبانيا النابليونية

- فترة حكم جوزيف بونابرت

- فترة حكم فيرناندو السابع[2]

- ست سنوات مطلقة
- حكم الثلاث سنوات الليبرالي
- العشرية المشؤومة

- عهد إيزابيل الثانية[2]

- فترة الوصاية على إيزابيلا الثانية
  - وصاية ماريا كريستينا دي بوربون
  - وصاية دي إسبارتيرو

- العشرية المعتدلة
- سنتا التقدميين
- حكومة الاتحاد الليبرالي
- الأزمة الأخيرة من عهد إيزابيل الثانية

- ديموقراطية السنوات الست[3]
  - الحكومة المؤقتة[3]
  - أماديو الأول[3]
  - الجمهورية الأولى[3]
- عودة البوربون[3]
  - فترة حكم ألفونسو الثاني عشر[3]
  - عهد ألفونسو الثالث عشر[3]
    - وصاية ماريا كريستينا دي هابسبورغ[3]
    - الفترة الدستورية[3][4]
    - ديكتاتورية بريمو دي ريفيرا[4]
    - ديكتاتورية بيرنجير[4]
- الجمهورية الثانية[4][5]
  - أول سنتين[4][5]
    - الحكومة المؤقتة[5]

  - السنتين التاليتين[4][5]
  - فوز الجبهة الشعبية[6][7]
  - الحرب الأهلية
- دكتاتورية فرانسيسكو فرانكو[8]
  - الفرانكونية الأولى[8]
  - الفرانكونية الثانية[8]
- فترة حكم خوان كارلوس الأول
  - الإنتقال[9]
  - حكومات فيليب غونزاليس[9]
  - حكومات خوسيه ماريا أثنار[9]
  - حكومات خوسيه لويس ثباتيرو[10]
  - حكومة ماريانو راخوي الأولى
- فترة حكم فيليب السادس